# Walter Baade
Walter Baade (Schröttinghausen, 24 marzo 1893 – Gottinga, 25 giugno 1960) è stato un astronomo tedesco, che emigrò negli Stati Uniti d'America nel 1931.

## Biografia
Dopo gli studi all'Università di Gottinga, lavorò presso l'Osservatorio di Amburgo, a Bergedorf, dal 1919 fino al 1931, quando si trasferì negli Stati Uniti, presso l'Osservatorio di Monte Wilson nella Contea di Los Angeles. Fu, inoltre, tra i primi utilizzatori del telescopio di Monte Palomar. Impiegando lastre fotografiche particolari, riuscì a risolvere in stelle l'apparente nebulosità di alcune galassie, in particolare quella di Andromeda.

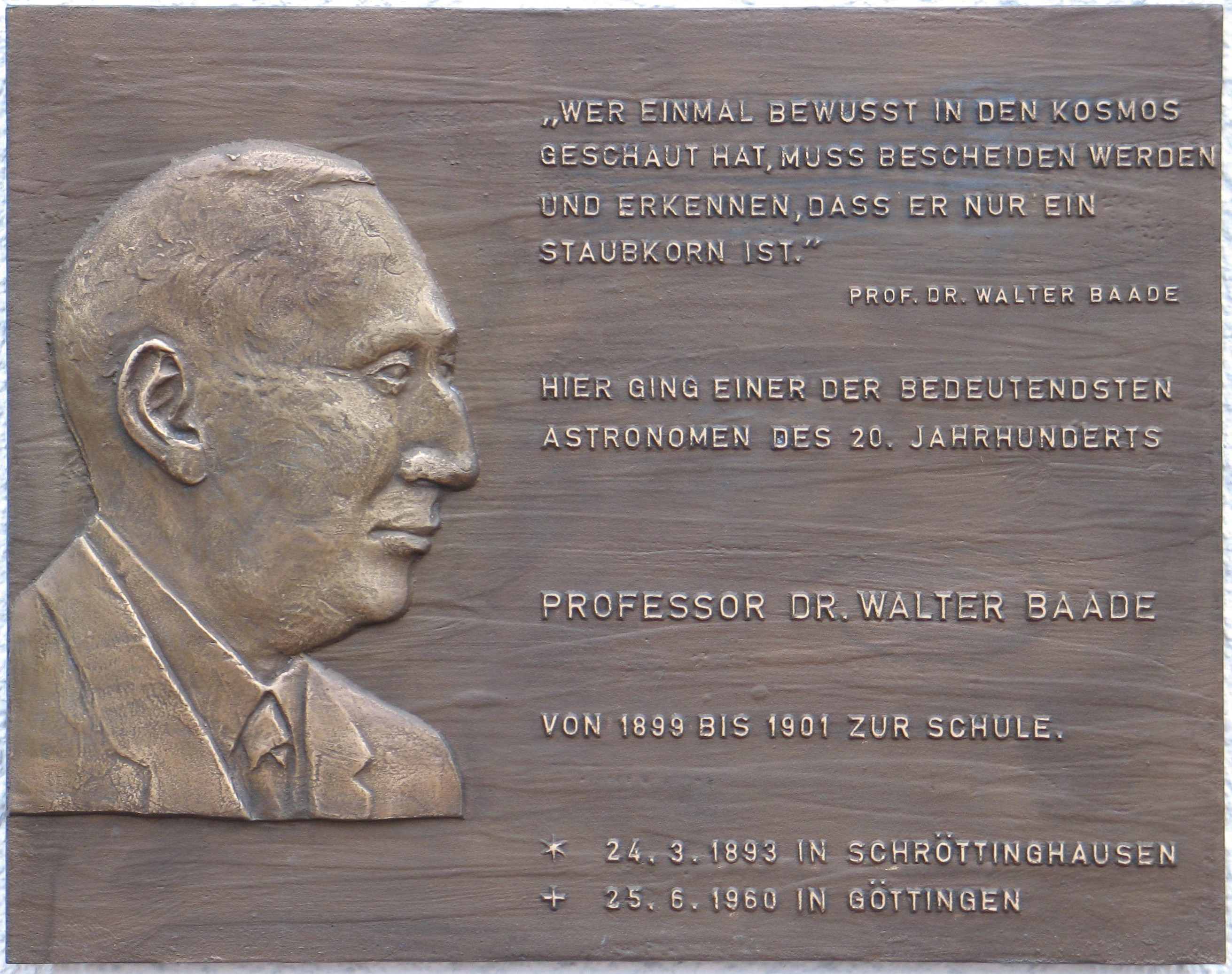
Walter Baade (1893-1960). Placca commemorativa.

Nel 1944, sfruttando l'oscuramento di Los Angeles a causa della guerra, riuscì a utilizzare al massimo le potenzialità dello strumento, scoprendo in Andromeda due popolazioni stellari che chiamò Popolazione I e Popolazione II. La prima è costituita da gas, polveri e stelle giovani che si trovano nei bracci a spirale, mentre la popolazione II è formata da stelle vecchie poste nella parte centrale. Nelle foto a colori esse si distinguono per il diverso colore; di solito per il colore blu della popolazione I e rossastro della popolazione II.
Baade, inoltre, mise in evidenza che le giovani stelle supergiganti di tipo OB si trovano in genere immerse o nelle vicinanze a banchi di materia diffusa, da ciò giunse alla conclusione che le nebulose sono il luogo ove si formano le nuove stelle.
Nel 1952 dimostrò che tutte le precedenti determinazioni delle distanze galattiche, calcolate utilizzando le Cefeidi, erano notevolmente errate in difetto. Ciò fu reso possibile dalla sua scoperta dell'esistenza di un altro gruppo di Cefeidi, dette RR Lyrae, con caratteristiche simili alle classiche Cefeidi ma con una relazione periodo-luminosità diversa. Le considerazioni di Baade portarono ad una profonda revisione delle distanze galattiche, costringendo in alcuni casi a raddoppiarle. Aumentarono, in tal modo, le dimensioni conosciute dell'Universo, fino ad allora sottostimate. Assieme a Fritz Zwicky ipotizzò, inoltre, l'esistenza delle stelle di neutroni.
Queste scoperte fatte da Baade permisero di conciliare molti dati ricavati dalle osservazioni (fra i quali l'età della Terra, dedotta con metodi radioattivi) con le teorie più accreditate sull'evoluzione dell'universo.

## Asteroidi scoperti
Baade ha scoperto 10 asteroidi:
| Asteroide      | Designaz. provv. | Data della scoperta |
| -------------- | ---------------- | ------------------- |
| 930 Westphalia | 1920 GS          | 10 marzo 1920       |
| 934 Thüringia  | 1920 HK          | 15 agosto 1920      |
| 944 Hidalgo    | 1920 HZ          | 31 ottobre 1920     |
| 966 Muschi     | 1921 KU          | 9 novembre 1921     |
| 967 Helionape  | 1921 KV          | 9 novembre 1921     |
| 1036 Ganymed   | 1924 TD          | 23 ottobre 1924     |
| 1103 Sequoia   | 1928 VB          | 9 novembre 1928     |
| 1566 Icarus    | 1949 MA          | 27 giugno 1949      |
| 5656 Oldfield  | A920 TA          | 8 ottobre 1920      |
| 7448 Pöllath   | 1948 AA          | 14 gennaio 1948     |

## Riconoscimenti
- Medaglia d'Oro della Royal Astronomical Society nel 1954.
- Medaglia Bruce nel 1955.
- Henry Norris Russell Lectureship nel 1958[2].

Hanno preso il suo nome l'asteroide 1501 Baade e il cratere Baade sulla Luna.